# 脇田稔
脇田 稔 (わきた みのる、1943年 - ) は、日本の地方公務員。鹿児島県教育長、同副知事を歴任し、鹿児島県立図書館館長も務めた。瑞宝中綬章受章。

## 人物・経歴
鹿児島県立甲南高等学校、鹿児島大学文理学部卒業。1966年 (昭和41年) 鹿児島県庁に入庁し、東京事務所長、1996年 (平成8年) 10月 松本浩二の後任として農政部長、2000年4月 徳田穰の後任として鹿児島県教育委員会教育長、2002年6月 高田守國の辞意から空席だった副知事に就任、2006年3月 仮屋基美を後任に副知事辞職、同年4月 国立大学法人鹿児島大学監事、2008年3月 同職を任期満了退任。その後、鹿児島県立図書館館長を務めた。

## その他役職
- 鹿児島県ソフトテニス連盟会長[11]

## 栄典
- 2013年 春の叙勲で地方行政事務功労により瑞宝中綬章を受章[12]